# Kenenisa Bekele
Kenenisa Bekele (Bekoji, 13 de Junho de 1982) é um fundista etíope, campeão olímpico em Atenas 2004 e Pequim 2008 e um dos maiores corredores de longa distância de todos os tempos.
Maior vencedor da história do Campeonato Mundial de Cross-Country, entre 2003 e 2009.É o detentor de cinco recordes mundiais, três deles em pista coberta. Tem cinco medalhas de ouro em Campeonatos Mundiais de Atletismo e três em Jogos Olímpicos. Depois de encerrar a carreira nas pistas, passou a disputar a maratona, vencendo a Maratona de Paris em sua estreia em 2014 e, em 2016 e 2019, venceu a Maratona de Berlim conquistando, nas duas edições, o então segundo melhor tempo do mundo para a prova.

## Início
Bekele nasceu na vila de Bekoji, na província de Arsi, região do povo Oromo, mesma cidade onde nasceram outros grandes nomes do atletismo etíope, como Derartu Tulu e as irmãs Dibaba, sendo a mais famosa delas Tirunesh Dibaba. Sua vida esportiva, porém, não começou no atletismo mas como jogador de futebol juvenil.
Descoberto para o atletismo e aconselhado por seu ídolo e mentor Haile Gebrselassie, em agosto de 2001, aos 19 anos, ele quebrou o recorde mundial júnior dos 3.000 m numa competição em Bruxelas, Bélgica. Nos anos seguintes, ele venceria todas as provas de cross-country do campeonato mundial desta modalidade, tanto na distância curta de 4 km quanto na longa de 12 km, fato inédito na história, e em 2004 quebraria os recordes mundiais dos 5.000 m e 10.000 m em pista, os 5000 m em pista coberta e ganharia a medalha de ouro nos 10.000 e a de prata nos 5.000 m em Atenas 2004.

## Carreira
Famoso pela aceleração que consegue imprimir nas voltas finais das provas de pista e campeão olímpico em Atenas, Bekele terminou o ano de 2004 como a mais nova estrela do atletismo da Etiópia e sucessor de Gebrselassie, depois de estabelecer nova marca mundial para os 5.000 m – 12:37 – em Hengelo, Holanda. O começo de 2005, entretanto, começou de maneira trágica para ele, com a morte de sua noiva de 18 anos, Além, de um ataque cardíaco enquanto treinavam juntos. Nas semanas seguintes, ele guardou um luto psicológico que apareceu nas pistas na face de derrotas consecutivas em várias provas. As vitórias só voltaram no fim de março, quando ele conquistou novamente o Mundial de Cross-Country. Em meados de agosto, ele ganhou a medalha de ouro dos 10.000 m do Campeonato Mundial de Atletismo de Helsinque, na Finlândia.
Em 26 de agosto de 2005, em Bruxelas, ele estabeleceu o atual recorde mundial dos 10.000 m, 26m17s, quebrando seu próprio recorde anterior e no fim do ano foi eleito pela segunda vez consecutiva como Atleta do Ano pela revista especializada norte-americana Track & Field News.

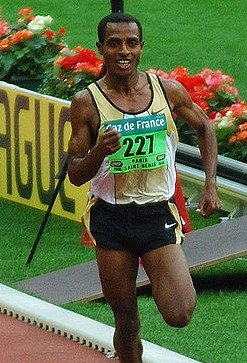
Bekele em 2006, na Golden League, em Paris

Em março de 2006, venceu os 3.000 m do Campeonato Mundial de Atletismo em Pista Coberta em Moscou, e tornou-se o único na história a ser ao mesmo tempo campeão olímpico, campeão mundial, campeão mundial de cross-country e campeão mundial em pista coberta.
Em 2007, depois de perder pela primeira vez uma prova de cross-country, após 27 vitórias consecutivas nesta modalidade desde 2001, Bekele sagrou-se bicampeão dos 10 000 m no Mundial de Osaka, no Japão. Em novembro, casou-se com a estrela do cinema etíope Danawit Gebregziabher.
Seu grande ano no atletismo porém, aconteceu em 2008, com sua dupla vitória nos Jogos Olímpicos de Pequim. Em 2004, em Atenas, depois de vencer os 10.000 m e ser o franco favorito para a prova de 5.000, ele a perdeu por dois décimos de segundo para o meio-fundista marroquino Hicham El Guerrouj, astro dos 1500 m e que tentava, e conseguiu, uma segunda medalha de ouro naqueles Jogos, vencendo a prova praticamente na linha de chegada e deixando a prata para Bekele.
Em Pequim, sua frustração de quatro anos foi recompensada. Depois de vencer os 10.000 m estabelecendo um novo recorde olímpico (27m01s), Kenenisa ganhou os 5.000 m com novo recorde olímpico depois de 24 anos (12m57s) e a primeira vez que esta prova foi corrida numa Olimpíada em menos de 13 minutos. Com a vitória na dobradinha 5000/10000 m, ele igualou-se aos cinco homens que anteriormente a haviam conquistado numa mesma Olimpíada: Paavo Nurmi, Emil Zatopek, Vladimir Kuts, Lasse Viren e seu compatriota Miruts Yifter.
Em 2009, conquistou as medalhas de ouro da dobradinha 5.000/10.000 m Campeonato Mundial de Atletismo, disputado em Berlim. Em Londres 2012, ficou apenas em quarto lugar nos 10000 m, enquanto seu irmão, Tariku Bekele, conquistou a medalha de bronze.
Em abril de 2014, Bekele estreou na maratona disputando a Maratona de Paris, vencendo a prova em 2h05min04s, um novo recorde para aquele percurso. Seu tempo foi o mais rápido já conseguido por um atleta acima dos 30 anos numa maratona de estreia. Em outubro disputou sua maratona seguinte, a Maratona de Chicago, chegando em quarto lugar em 2:05:51. Passando a ser treinado pelo renomado técnico italiano de longa-distância Renato Canova, em janeiro de 2015 teve que se retirar nos 30 km da Maratona de Dubai por contusão no tendão de Aquiles; esta mesma contusão o impediu de disputar a Maratona de Londres em abril de 2015.
Sem participar da Rio 2016 pela falta de bons resultados resultantes de suas contusões, o que o deixou de fora da equipe etíope que disputou a maratona olímpica, Bekele voltou a mostrar a forma que o fez se tornar um dos maiores fundistas de todos os tempos em setembro de 2016, ao vencer a Maratona de Berlim em 2:03:03, segunda melhor marca do mundo, depois de um duelo até o último quilômetro pelas ruas da capital alemã com o queniano Wilson Kipsang; com o tempo, Bekele quebrou em quase um minuto o recorde etíope que desde 2008 pertencia a seu compatriota e mentor Haile Gebrselassie, conquistada na mesma prova. Em 2017, participou da Maratona de Londres, ficando em segundo lugar com a marca de 2:05:57. Dois anos depois, Bekele voltou a surpreender, já com 37 anos, ao vencer pela segunda vez a Maratona de Berlim, com o tempo de 2:01:41, o segundo homem no mundo a percorrer a distância em menos de 2 horas e 2 minutos, ficando a apenas dois segundos do recorde mundial do queniano Eliud Kipchoge, conseguido no ano anterior na mesma maratona, e uma marca que os  especialistas não supunham poder ser alcançada por muitos anos.
Em novembro de 2023, já com 41 anos, ele correu a Maratona de Valência, na Espanha, em 2:04:19, chegando em quarto lugar e estabelecendo a melhor marca do mundo na categoria veteranos (M+40). Melhorou este recorde em abril de 2024, com o segundo lugar na Maratona de Londres em 2:04:15.
Aos 42 anos, ele disputou seus últimos Jogos Olímpicos em Paris 2024, correndo a maratona ao lado de outro grande fundista e campeão olímpico, o queniano Eliud Kipchoge, seu grande rival por anos, que também disputava sua última Olimpíada, aos 39 anos. Nenhum dos dois porém conseguiu um grande resultado. Kipchoge abandonou a prova e Bekele, sofrendo com um princípio de estiramento no tendão, não teve como acompanhar os líderes e terminou em 39º lugar em 2:12:24.

## Personalidade e fama
Apesar da carreira extraordinária e sem rivais à altura que construiu no atletismo internacional, Kenenisa Bekele nunca teve a grande atenção da mídia nem a atenção popular que outros atletas de seu nível tem ou tiveram, em particular seu compatriota Haile Gebrselassie. Seu temperamento tímido e arredio e sua aversão por entrevistas, não o transformaram numa estrela com grandes apelos de marketing no mundo ocidental.  Seu amigo jamaicano Usain Bolt, o grande nome dos sprints, um total oposto seu pelo carisma popular e temperamento extrovertido e cujas vitórias em Pequim ofuscaram completamente na imprensa mundial a espetacular façanha do etíope, declarou que Kenenisa jamais teve o reconhecimento e a atenção que merece.